# مقتل كلويفرت روا
كلويفرت فيرني روا نونيز (بالإسبانية: Kluivert Roa)‏ طالب فنزويلي ولد في 3 نوفمبر 2000 في سان كريستوبال، تاتشيرا فنزويلا كان طالبا في المدرسة الثانوية الفنزويلية قتل في سان كريستوبال، تاتشيرا فنزويلا في 24 فبراير 2015 خلال مظاهرة احتجاج ضد الرئيس الفنزويلي نيكولاس مادورو من قبل ضابط من الشرطة الوطنية البوليفارية وهذا الحدث احدث صدمة في فنزويلا.